# 聖安娜德科羅
聖安娜德科羅（西班牙語：Santa Ana de Coro），俗称科羅（西班牙語：Coro），是委內瑞拉最古老的城市，也是該國歷史上第一個首都，位於委內瑞拉西北部，現為法爾孔州的首府，也是整個法爾孔州的主要文化、歷史、藝術、教育和政治行政中心，該城市面積44平方公里，海拔高度17米，受半乾旱氣候影響，每年平均降雨量382毫米，2020年，該市總人口為265,569人。
聖安娜德科羅擁有廣泛的歷史，由胡安·馬丁·德·安普埃斯(Juan Martín de Ampués)建立始建於1527年7月26日，也是後來韋爾瑟家族旗下第一個美洲殖民地，其中19世紀至20世紀，委內瑞拉統治階級的獨立和平反運動的起源也是源自於該地區。因此該城市也被認為是共和黨時代委內瑞拉聯邦主義運動的搖籃。

## 登錄世界遺產
科羅的建築與加勒比海地區城市的風格迥然不同，是當地西班牙和荷蘭風格相交融唯一現存的例證。當前保存了殖民歷史和共和時代約有602棟古蹟，這些建築具有典型安達盧西亞建築的風格，並採用土坯和荊條等美洲原住民經常使用的泥土材料和技術而建造，憑藉保存在加勒比海地區中，獨一無二的土製建築群。
當前，聖安娜德科羅歷史中心保留了過去18 和 19 世紀時典型的殖民城市景觀，該城市不但擁有保存鵝卵石街道和殖民時期建築，也是委內瑞拉著名的度假勝地，並設有各種具有廣泛代表性的天主教教堂或具有歷史價值的博物館，1993年12月9日，在聯合國教科文組織決議下，聖安娜德科羅其港口被列為世界文化遺產。

### 瀕危世界遺產
不過在2005年，由於2004年11月至2005年2月間，委內瑞拉的氣候變化和暴雨對科羅大量建築構成破壞，使得當地新建紀念碑的工程、海灘人行道和城市入口大門都受到影響，對遺產價值構成相當程度的打擊，因此聖安娜德科羅被列為瀕危世界遺產。

## 圖片

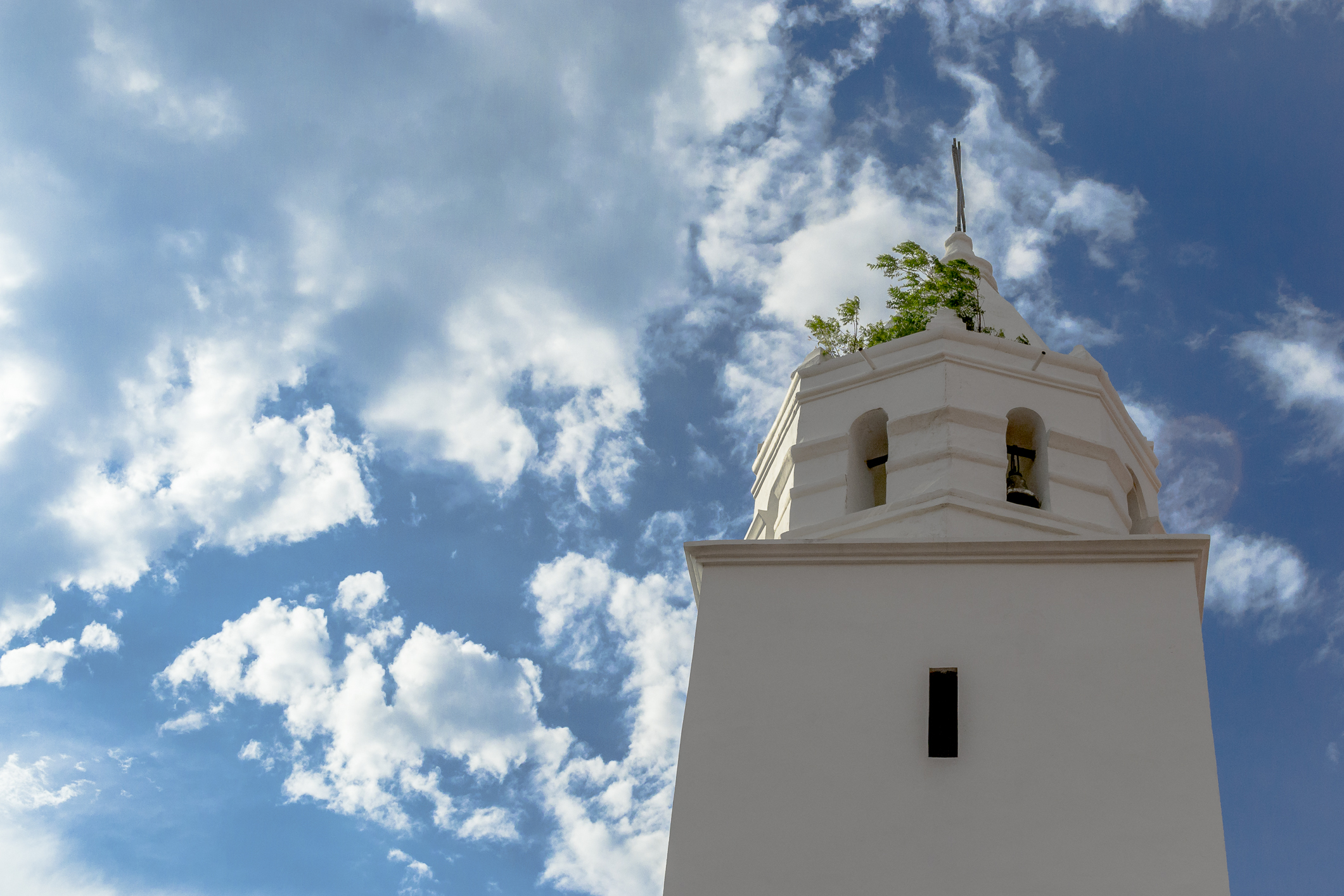
聖安娜德科羅大教堂
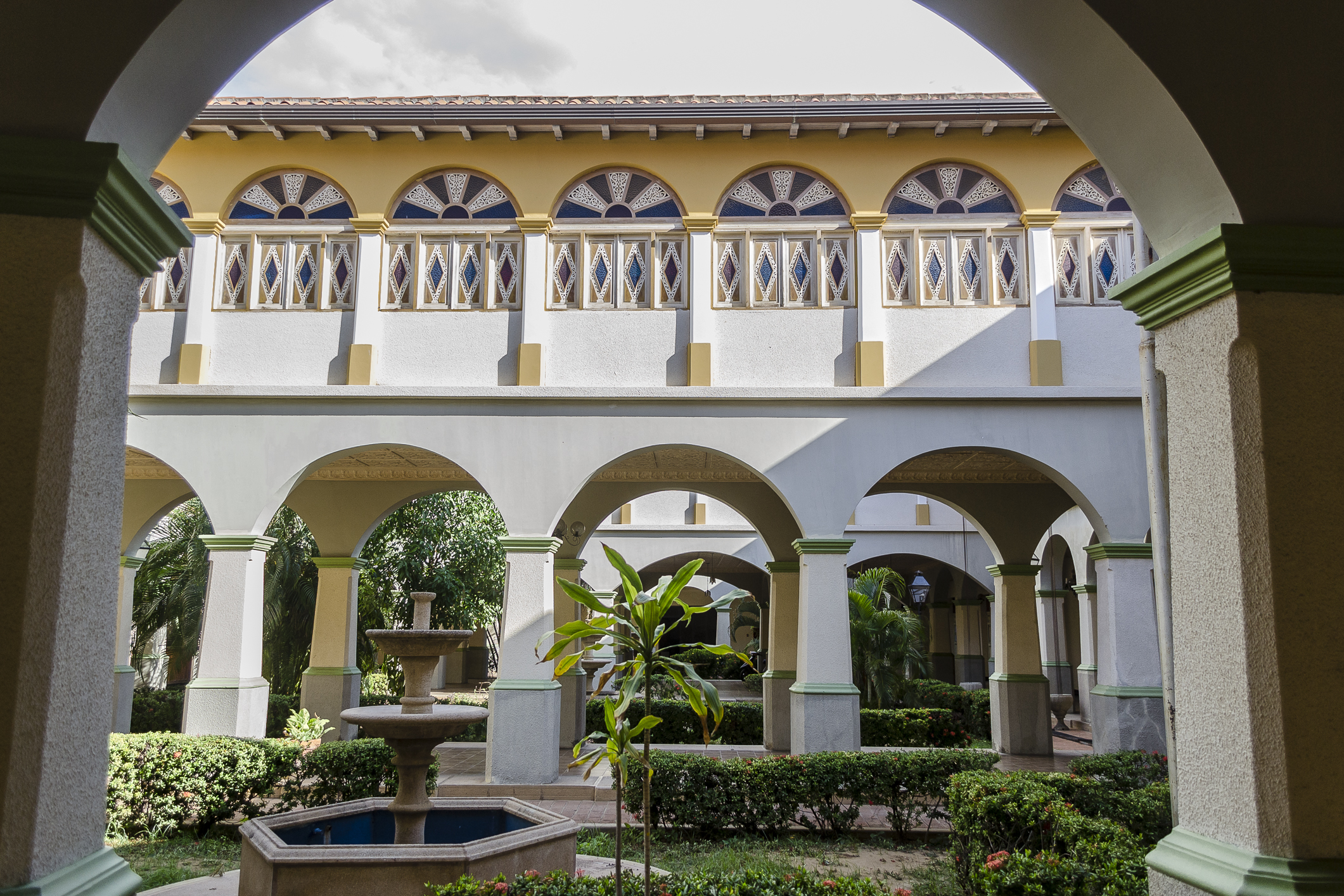
百窗之家
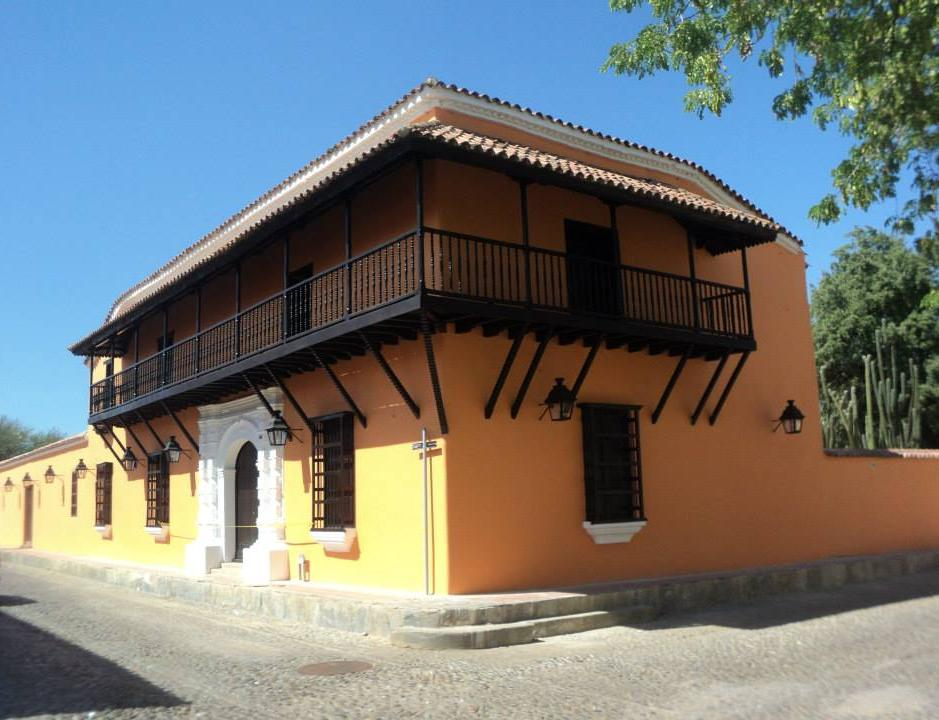
科羅的建築
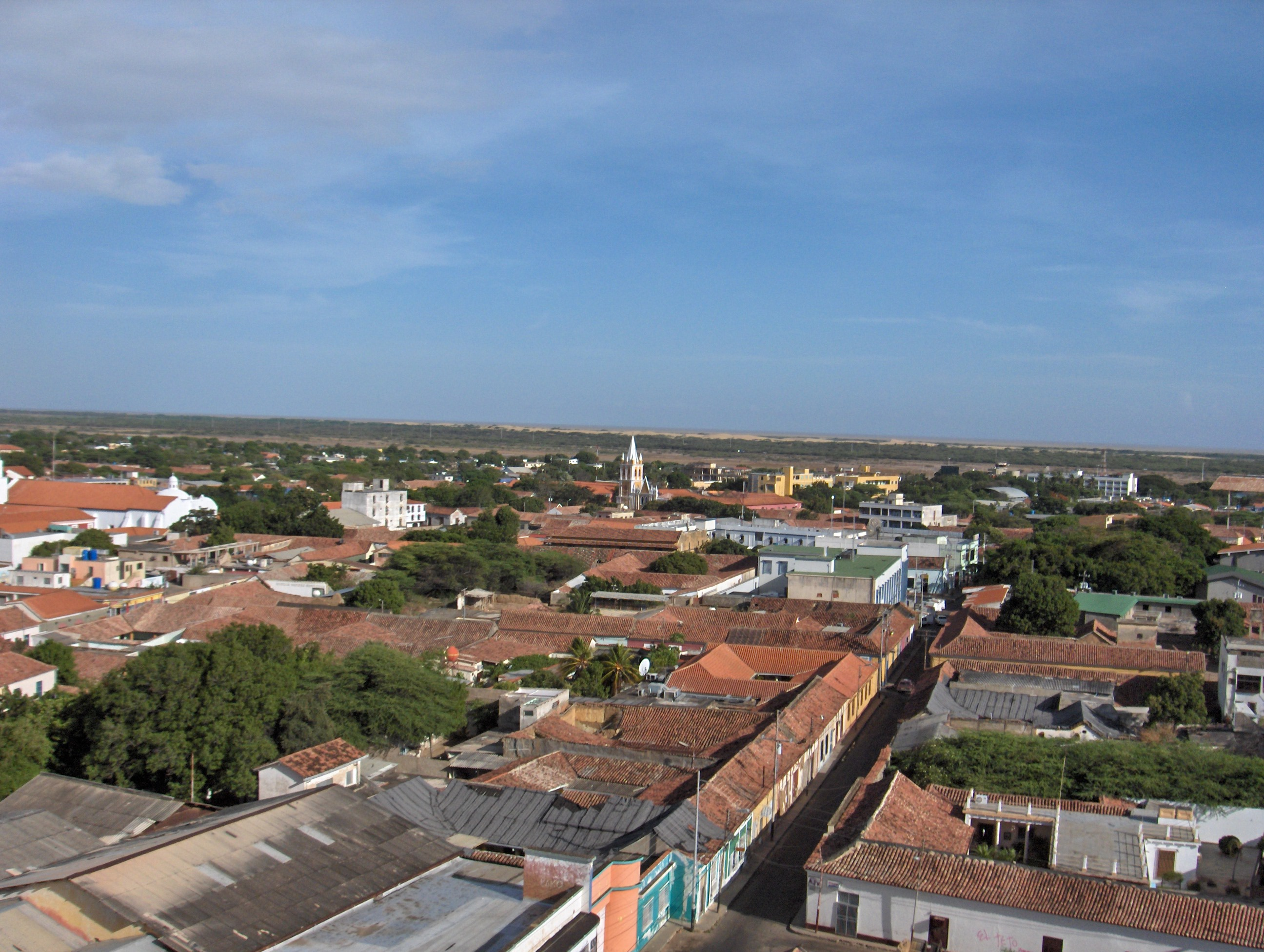
聖安娜德科羅景觀